# Haemonchus contortus
Haemonchus contortus – pasożyt głównie owiec i kóz. Należy do rodziny Trichostrongylidae, która obejmuje kilka rodzajów nicieni występujących w żołądkach i jelitach zwierząt (przeżuwaczy), w tym rodzaj Haemonchus.
U H. contortus występuje dymorfizm płciowy – samce są mniejsze i osiągają wymiary od 10 do 20 mm, samice natomiast rosną na długość od 18 do 30 mm. Jego angielska nazwa – barber pole worm – bierze się od wyglądu samicy, u której czerwone jelito (wypełnione krwią, którą żywi się Haemoncus contortus) owinięte jest przez spiralę z białych jajników. Aby pobrać krew, H. controtus nakłuwa ścianę żołądka żywiciela za pomocą dwóch spikuli zlokalizowanych w tylnej części jego ciała.

## Cykl życiowy
Jest to pasożyt o cyklu życiowym prostym, którego osobniki dorosłe bytują w trawieńcu bądź jelitach. Jaja wydostają się do środowiska zewnętrznego wraz z odchodami, następnie z jaja wykluwa się larwa L1, która po wylince przechodzi w larwę L2, obie te formy odżywiają się bakteriami znajdującymi się w kale. Jeśli warunki są korzystne, larwa przechodzi kolejną wylinkę i przekształca się w larwę L3, która umiejscawia się w trawie, a następnie wnika w kroplę rosy i czeka na źdźble na zjedzenie. Jest to forma nie odżywiająca się. Po połknięciu i przejściu do trawieńca rozwija się forma dorosła.
Dorosła samica może złożyć nawet 10 tysięcy jaj dziennie.

## Występowanie
Zasięg ogólnoświatowy, chociaż najlepiej rozwija się w miejscach o klimacie ciepłym i wilgotnym.

## Ekologia
Haemonchus contortus jest gatunkiem pasożytniczym, którego forma dorosła bytuje w trawieńcu przeżuwaczy (głównie owiec i kóz), gdzie po przyczepieniu do ściany odżywia się krwią. Do pobierania krwi od żywiciela H. contortus wykorzystuje dwie spikule, którymi nakłuwa ściany żołądka. Jest pasożytem o cyklu życiowym prostym (z jednym żywicielem), poza formą dorosłą odżywiają się stadia L1 i L2, żywiące się bakteriami obecnymi w kale, z którym są wydalane.

## Znaczenie w gospodarce
Ze względu na sposób odżywiania H. contortus powoduje u żywiciela anemię, co u owiec może powodować gorszy przyrost wełny, zarówno u owiec jak i kóz może oznaczać mniejszą produkcję mleka, natomiast przy dużym zainfekowaniu osobnikami może prowadzić do śmierci. To wszystko przyczynia się do dużych strat wśród farmerów, których stada są zainfekowane.

## Znaczenie w weterynarii i medycynie
Jest wykorzystywany jako podstawowy gatunek przy wytwarzaniu leków i szczepionek dzięki swojej, niefortunnej z punktu widzenia ludzi, umiejętności szybkiego wytwarzania odporności na terapie przeciwrobacze.
Haemonchus contorus jest jednym z pasożytów, które mogą powodować choroby odzwierzęce i infekować ludzi.

## Aktualne kierunki badań naukowych
Obecnie prowadzone badania na gatunku Haemonchus contortus dotyczą odporności na leki przeciwrobacze, w szczególności benzimidazol. Najnowsze artykuły skupiają się na poznaniu genów odpowiadających za wykształcenie odporności na terapie lekowe oraz na zrozumieniu mechanizmów ich rozprzestrzeniania się w populacjach osobników tego gatunku.
Ostatnio wykazano również, że doszło do naturalnego wytworzenia się hybrydy H. contortus i pokrewnego Haemonchus placei, co może mieć wpływ na dalsze utrudnienie uaktualniania terapii przeciwrobaczej.